# JoJo Starbuck
Alicia Starbuck, detta JoJo (Birmingham, 14 febbraio 1951), è un'ex pattinatrice artistica su ghiaccio statunitense, specializzata nel pattinaggio artistico su ghiaccio a coppie.

## Palmarès
(Coppie con Kenneth Shelley)
| Evento                            | 1967  | 1968 | 1969 | 1970 | 1971 | 1972 |
| --------------------------------- | ----- | ---- | ---- | ---- | ---- | ---- |
| Giochi olimpici invernali         |       | 13°  |      |      |      | 4°   |
| Campionati mondiali               |       | 11°  | 6°   | 5°   | 3°   | 3°   |
| North American Championships      |       |      | 2°   |      | 1°   |      |
| Campionati nazionali statunitensi | 1° J. | 3°   | 2°   | 1°   | 1°   | 1°   |